# A516高速公路
A516高速公路是法国的一条高速公路，始于普罗旺斯地区艾克斯，终于普罗旺斯地区艾克斯，与A51高速相连。A516为东西走向，在西端与A51高速相连。该高速位于普罗旺斯-阿尔卑斯-蔚蓝海岸，全线只有900米。